# Ismaïl Omar Guelleh
Ismaïl Omar Guelleh (în somaleză Ismaaciil Cumar Geelle, în arabă إسماعيل عمر جليه; n. 27 noiembrie 1947, Dire Dawa, Imperiul Etiopian) este un politician de etnie somaleză și actualul președinte al Djiboutiului, în funcție din 1999. El este adesea menționat în regiune sub inițialele sale, IOG.